# Realism balzacian
Realismul balzacian este o tendință apărută în literatura interbelică mondială al cărui pionier a fost Honoré de Balzac. Caracterizat prin câteva elemente moderne, acesta are predominant teme urbane și ca motive literare folosește motivul paternității și motivul moștenirii.